# Cymothoe damora
Cymothoe damora är en fjärilsart som beskrevs av Van Someren 1939. Cymothoe damora ingår i släktet Cymothoe och familjen praktfjärilar. Inga underarter finns listade i Catalogue of Life.